# Katavaluoto (ö i Nådendal och Masko)
Katavaluoto är en ö i Finland. Den ligger i Skärgårdshavet och i kommunerna Masko och Nådendal i landskapet Egentliga Finland, i den sydvästra delen av landet. Ön ligger omkring 19 kilometer väster om Åbo och omkring 170 kilometer väster om Helsingfors.
Öns area är 13,2 hektar och dess största längd är 0,7 kilometer i sydöst-nordvästlig riktning.